# تشارلز إف. سويفت
تشارلز إف. سويفت هو محرر وسياسي أمريكي، ولد في 18 يونيو 1825 في فالموث في الولايات المتحدة، وتوفي في 1 مايو 1903 في Yarmouth, Massachusetts ‏ في الولايات المتحدة. نشط حزبياً في الحزب الجمهوري. وقد انتخب عضو مجلس ولاية ماساتشوستس ‏ وانتخب عضو مجلس نواب ماساتشوستس ‏.